# Almoines
Almoines és un municipi del País Valencià situat a la comarca de la Safor. També coneguda com l'Almoina, el seu topònim significaria en àrab "jardí" o "casa amb hort".

## Geografia
Situat al centre de l'Horta de Gandia, al sud de la ciutat, el terme és totalment pla i solcat per l'oest pel riu Serpis, que a l'extrem sud-oest (al Real de Gandia) reb les aigües del riu Vernissa.

### Límits
|                   | Gandia   |             |
| el Real de Gandia |          | Bellreguard |
|                   | Beniarjó | Rafelcofer  |

### Accés
S'accedix a Almoines per la carretera CV-680, que ix de la N-332 a Gandia. També travessa el terme municipal l'autopista AP-7, tot i que l'eixida més pròxima és la 61 (Oliva/Pego/Gandia).

## Història
Una làpida trobada al seu terme dona fe del pas dels romans, però l'origen del poble és musulmà. Després de la conquesta fins al 1500 fou propietat dels Díxer que a causa dels deutes es van veure obligats a vendre-la a la duquessa de Gandia, Maria Enríquez, passant Almoines a formar part de les possessions de la família Borja. El 1574 es va convertir en parròquia independent sota l'advocació de Sant Jaume, tenint com annexes el senyoriu de Morera i Benietp, avui despoblats del terme de Gandia. Fins al segle xvii era un important centre productor de sucre. Les 120 famílies de moriscos que hi havia en 1609 foren expulsades pel decret de Felip II. El 1611 fou repoblada amb carta pobla similar als pobles de les contrades, però fins segle i mig després no recuperà la seua població. La gran quantitat de fulla de morera que s'hi produïa va fer que en 1848 s'hi instal·lara la fàbrica de seda de Lombard.

## Demografia
| 1990  | 1992  | 1994  | 1996  | 1998  | 2000  | 2002  | 2004  | 2005  | 2007  | 2009  |
| ----- | ----- | ----- | ----- | ----- | ----- | ----- | ----- | ----- | ----- | ----- |
| 1.941 | 1.863 | 1.838 | 1.759 | 1.725 | 1.675 | 1.677 | 1.668 | 1.716 | 2.086 | 2.395 |

## Economia
La totalitat dels cultius són de regadiu i es reguen amb les aigües del Serpis a través de la séquia Comuna de Gandía. La principal riquesa del terme prové del cultiu del taronger, havent diversos magatzems dedicats a la seua comercialització.
A mitjan segle xix es va instal·lar una fàbrica de seda. L'arribada del Tren Alcoi-Gandia en 1893 va suposar una important millora de les seues comunicacions. En el segle xx es va seguir fabricant tèxtils de seda i fibres artificials (nylón, rayón, etc.).
En 1976 es va deixar la producció de tèxtils de seda i en la dècada dels noranta del passat segle va tancar la fàbrica definitivament. Hi ha altres fàbriques de mobles, rajoles, persianes, etc.

## Política i Govern

### Composició de la Corporació Municipal
El Ple de l'Ajuntament està format per 11 regidors. En les eleccions municipals de 26 de maig de 2019 foren elegits 9 regidors d'Units per Almoines (UNxAs) i 2 de Compromís per Almoines (Compromís).
| Eleccions municipals de 26 de maig de 2019 - Almoines                                                                         |                                     |                                     |                                     |        |          |          |
| Candidatura | Candidatura                         | Candidatura                         | Cap de llista                       | Vots   | Vots     | Regidors |
| | Units per Almoines                  |                                     | Juan Cardona Berto                  | 1.040  | 74,55%   | 9 (+6)   |
| | Compromís per Almoines              |                                     | Juan Vicente Merí Morant            | 221    | 15,84%   | 2 (-2)   |
| | Altres candidatures                 |                                     |                                     | 130    | 9,32%    | 0 ( -4)  |
| | Vots en blanc                       |                                     |                                     | 4      | 0,29%    |          |
| Total vots vàlids i regidors                                                                                                  | Total vots vàlids i regidors        | Total vots vàlids i regidors        | Total vots vàlids i regidors        | 1.395  | 100 %    | 11       |
| | Vots nuls                           | Vots nuls                           | Vots nuls                           | 2      | 0,14%    |          |
| Participació (vots vàlids més nuls)                                                                                           | Participació (vots vàlids més nuls) | Participació (vots vàlids més nuls) | Participació (vots vàlids més nuls) | 1.397  | 75,80%** |          |
| Abstenció | Abstenció                           | Abstenció                           | Abstenció                           | 446*   | 24,20%** |          |
| Total cens electoral | Total cens electoral                | Total cens electoral                | Total cens electoral                | 1.843* | 100 %**  |          |
| Alcalde: Juan Cardona Beró (UNxAs) (15/06/2019) Per majoria absoluta dels vots dels regidors ()                               |                                     |                                     |                                     |        |          |          |
| Fonts: JEC, JEZ Gandia, M. Interior, Periòdic Ara. (* No són vots sinó electors. ** Percentatge respecte del cens electoral.) |                                     |                                     |                                     |        |          |          |

### Alcaldes
Des de 2015 l'alcalde d'Almoines és Juan Cardona Berto d'UNxAs.
| Període                       | Alcalde o alcaldessa                     | Partit polític    | Data de possessió     | Observacions       |
| ----------------------------- | ---------------------------------------- | ----------------- | --------------------- | ------------------ |
| 1979–1983                     | Joaquín Canet García                     | AI                | 19/04/1979            | --                 |
| 1983–1987                     | Joaquín Canet García                     | AI                | 28/05/1983            | --                 |
| 1987–1991                     | José María Martín Soler                  | UPV               | 30/06/1987            | --                 |
| 1991–1995                     | Salvador Boix Llopis                     | PP                | 15/06/1991            | --                 |
| 1995–1999                     | Salvador Boix Llopis                     | PP                | 17/06/1995            | --                 |
| 1999–2003                     | José Antonio Olaso Camarena              | PP                | 03/07/1999            | --                 |
| 2003–2007                     | Javier Sabater Marco Vicent Ribes Albert | PSPV-PSOE Bloc-EV | 14/06/2003 17/12/2005 | Pacte de Govern -- |
| 2007–2011                     | Vicent Ribes Albert                      | Bloc-EV           | 16/06/2007            | --                 |
| 2011–2015                     | José Antonio Olaso Camarena              | PP                | 11/06/2011            | --                 |
| 2015–2019                     | Juan Cardona Bertó                       | UNxAs             | 13/06/2015            | --                 |
| 2019-2023                     | Juan Cardona Bertó                       | UNxAs             | 15/06/2019            | --                 |
| Des de 2023                   | Juan Cardona Bertó                       | UNxAs             | 17/06/2023            | --                 |
| Fonts: Generalitat Valenciana |                                          |                   |                       |                    |

## Monuments
- Església de Sant Jaume Apòstol: Neoclàssica del segle xix, bastida sobre una d'anterior. Sota l'església es trobaren una sèrie de peces de ceràmica que es poden contemplar en l'Ajuntament.
- Fàbrica de seda Lombard, de 1848. Mostra de l'arquitectura industrial del segle xix.
- Nucli Antic, estructurat al voltant de la plaça Major, amb arquitectura típica de la comarca.
- Muralla. En queden escasses restes en el pati inferior d'una propietat privada.
- Alqueria Fortificada El Trinquet. Torre medieval amb una alqueria barroca.

## Llocs d'interés
- Museu a l'estació del Trenet d'Alcoi on es guarden documents històrics de la companyia de ferrocarril que va explotar la línia ferroviària Alcoi-Gandia entre els darrers anys del segle xix i els anys 60 del segle passat.

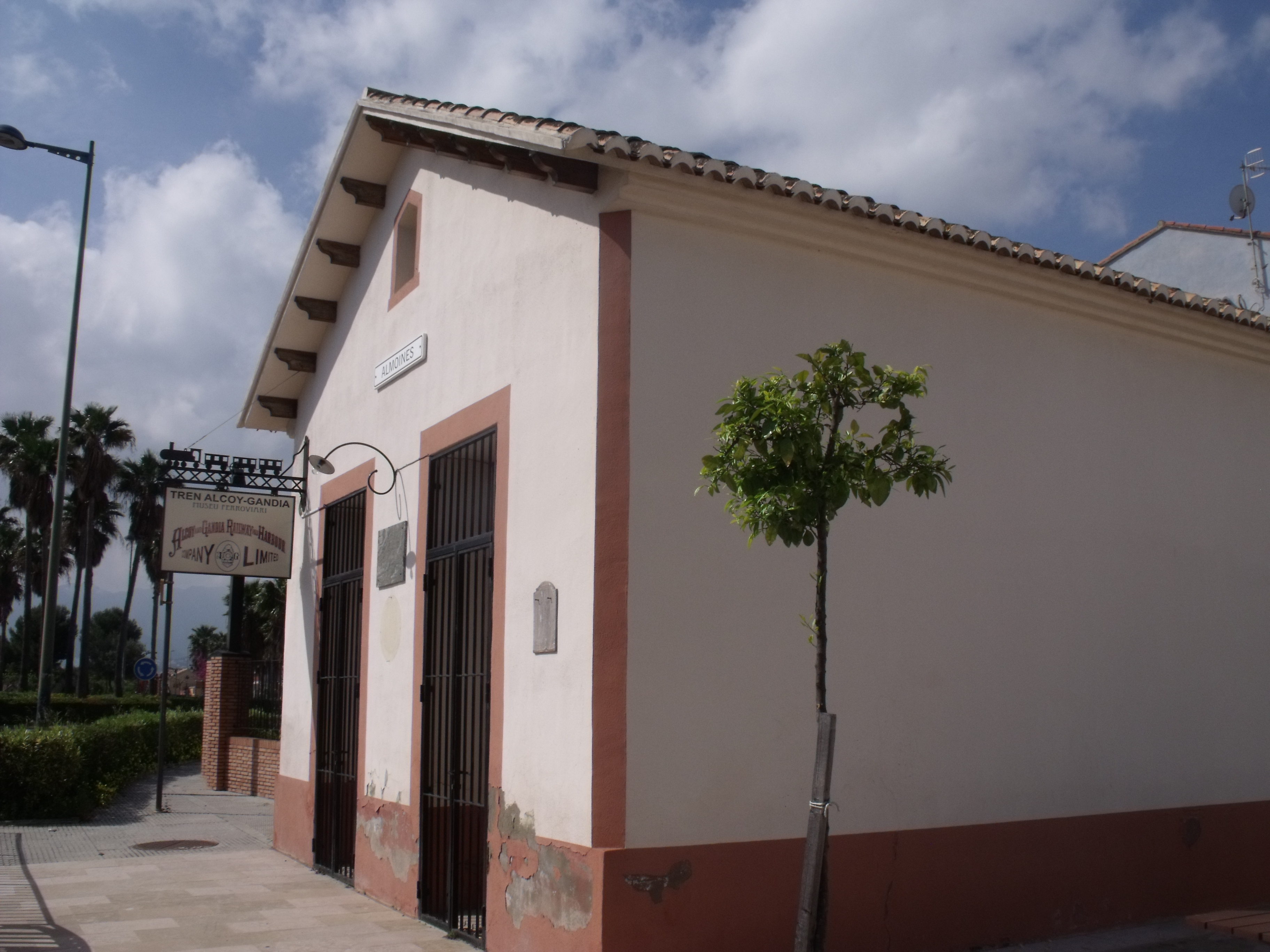
Façana de l'antiga estació de tren de la línia Gandia-Alcoi

## Festes
- Festes patronals. Celebrades a finals d'agost i principis de setembre en honor dels Sants de la Pedra, l'Assumpció i el Crist, amb l'organització de diverses activitats tant religioses (processons i misses) com populars (revetlles, sopars populars, concerts, etc.).
- Sant Antoni. Festa que s'ha mantingut any rere any, amb la seua vespra (mistela, bunyols i foguera de Sant Antoni) i festa en si (benedicció d'animals, "perolets", cucanya o biga del pollastre); se celebra els dissabte i diumenge de febrer més pròxims a la data oficial (dia 17). Fa uns 60 anys es feien corregudes de joies a la carretera.